# 伊格爾 (伊利諾伊州)
伊格爾（英語：Eagle）是位於美國伊利諾伊州薩林縣的一個非建制地區。該地的面積和人口皆未知。

## 地理
伊格爾的座標為37°39′04″N 88°23′34″W / 37.65111°N 88.39278°W，而該地的平均海拔高度為116米（即381英尺）。